# Emilia Attias
María Emilia Attias (Buenos Aires, 20 de marzo de 1987), conocida como Emilia Attias, es una actriz, cantante, modelo, presentadora y DJ argentina. Ha tenido una carrera con variadas y diversas interpretaciones en ficciones y películas como Casi ángeles, Historias de diván, El secreto de Lucía, Dolores y Cromo, entre otras. Fue conductora del programa televisivo Resto del mundo.

## Biografía
Cursó sus estudios secundarios en el Colegio Nuestra Señora de la Misericordia, en el barrio de Belgrano, y en el Colegio El Porteño, en el barrio de Palermo. Sus padres son Carlos Attias, teniente coronel retirado y exentrenador de rugby en el Club Centro Naval Argentino, y Hebe Ada Rosa Pompei, empresaria inmobiliaria. Sus padres se divorciaron cuando Emilia tenía seis años. Ella es la cuarta de cinco hermanos.
Desde 2009 está casada con el actor, comediante y músico Naím Sibara, más conocido como "El Turco Naím", con quien estaba en una relación desde 2006. Tienen una hija llamada Gina, nacida en 2016. Se separaron en 2024.
El matrimonio tenía además su propio bar, POE, inaugurado en 2014, el cual funciona en una antigua casa remodelada que habían habitado. Más adelante, inauguraron también los bares "Nerón" y "Cadillach". 
Desde 2011, Attias ha profesionalizado su hobbie de DJ, tocando en diversos eventos como desfiles de moda,  festivales y shows propios.  En Argentina, varios países de Sudamérica e Israel.

## Trayectoria
Se formó con Norman Briski. Sus primeros pasos en TV fueron en la serie Rebelde Way como Celeste, y en Los Roldán, como Magda. Pero fue en el 2004 que tuvo sus primeros personajes fijos, participando en No hay 2 sin 3, donde interpretaba a varios personajes en diversos sketches, el más destacado fue su personaje de "Bárbara", en el segmento llamado "Ricos y Mocosos".
Al año siguiente, debuta como conductora en Ayer te vi, junto a Álvaro Navia y realiza algunos programas como conductora invitada para Call TV. También en el 2005, Emilia hace su debut cinematográfico, de la mano de Nicolás Capelli, con la película Matar a Videla, que protagoniza junto a María Fiorentino y Diego Mesaglio, allí interpreta el personaje de Lucía. El film fue estrenado en 2010 y en 2011 es nominada a los Premios Cóndor de Plata como revelación femenina, por dicha interpretación.
Fue convocada por Miguel Ángel Cherutti y Reina Reech para participar de “Inolvidable”, music hall teatral que la catapultó como actriz revelación en 2006. Siendo además nominada a los premios Estrella de Mar.
En el 2006, hace parte de la novela protagonizada por Andrea del Boca y Gabriel Goity Gladiadores de Pompeya, donde interpreta a Lucero. Además, el cantante Ricardo Arjona la elige para protagonizar junto a él su videoclip Pingüinos en la cama.
En ese año además, participa del certamen de Showmatch,Bailando por un sueño 2, llegando a ser finalista y siendo vencida en la final por Florencia de la V.
A fines del 2006, con 19 años, firmó contrato con Cris Morena para protagonizar la serie adolescente Casi Ángeles. Durante tres años, intercaló la grabación de la serie, con teatro y giras que la llevaron por varios países de Latinoamérica e Israel. Además, por su interpretación, fue nominada a los Premios Martín Fierro 2008 como "Actriz protagonista de comedia".
Con Casi Ángeles, Emilia incursionó en el canto, siendo parte de Teen Angels, banda que puso voz a la banda sonora de la serie. En el 2010, decidió no seguir al frente de la serie, realizando solo participaciones especiales para el inicio y el cierre de la historia. Ese mismo año condujo el programa juvenil Re-creo en vos por El Trece, que finalizó el 28 de mayo del mismo año.
Además, es nuevamente convocada para participar del certamen de Showmatch, Bailando por un sueño 2010, donde vuelve a destacarse como bailarina, pero queda eliminada en etapas finales por Sofía Zamolo en la ronda de Bailando bajo la lluvia cuando fue reemplazada por Andrea Estevez, después de 6 meses de competencia.
Crea junto al Turco Naim, también en el 2010, la productora Siamés Producciones, que fusionados con la productora israelí AmjaTV, realizaron el piloto de Minou.
En el 2011 Emilia fue convocada para el rol protagónico de El secreto de Lucía, película independiente del director Becky Garello, que cuenta además con la actuación de su marido Turco Naim.
En octubre de 2011, rodó una nueva película, cuyo nombre inicial fue Todo lo que necesitas es amor, luego pasó a llamarse Días de vinilo, en ella interpretó a una "cantante pop", "Lila". Esta comedia romántica, fue dirigida por Gabriel Nesci y cuenta con las actuaciones de Emilia junto a Gastón Pauls, Fernán Mirás e Inés Efrón.
En 2012 fue la protagonista de Los Únicos 2, junto a Nicolás Cabré y Nicolás Vázquez, interpretando a Mía.
Es convocada para protagonizar dos de los ocho capítulos de la miniserie para América Viento sur, la cual transcurre en los años treinta en la Patagonia argentina. Allí interpreta a Sofía Ludueña, en el capítulo «El marucho», y a la vampiro Cersei Karnstein en el capítulo «Viento rojo». También en el 2012 grabó su participación en Historias de diván, miniserie producida en Uruguay y basada en el libro del psicoanalista Gabriel Rolón. En ella Emilia protagoniza el capítulo número 14 interpretando a Natalia, una chica anorgásmica con problemas de abuso sexual en su infancia.
En el 2013, condujo el programa especial del "Reef Classic Pilsener Light Montañita 2013" por TC Televisión de Ecuador y por Space en el programa "Gravedad Zero". A mediados de ese año, se incorporó al elenco de Vecinos en guerra, interpretando a Lupe, una diseñadora divorciada.
Entre 2013 y 2014, Emilia fue una de las protagonistas femeninas de la tira Mis amigos de siempre con el personaje de Bárbara, en donde se vuelve a reunir con Nicolás Vázquez después de Casi ángeles y Los únicos.
En 2014 filmó la película "Contrasangre", dirigida por Nacho Garassino y protagonizada por ella, Juan Palomino y Esteban Meloni.
Durante el 2015 protagonizó junto a Leticia Brédice, "OrguYo", obra de teatro escrita por Leticia y dirigida por Cristian Morales. Allí interpreta a Lana.
También protagoniza la miniserie Cromo. Un "thriller científico" dirigido por Lucía Puenzo, y única ficción latinoamericana seleccionada para el Festival de Cine de Toronto 2015. Allí interpreta a una bióloga, Valentina. Y es nominada a los Premios Nuevas Miradas 2016 como Mejor Actriz.
Cromo, además de ser reconocida a nivel internacional en diferentes festivales, como SeriesMania (París) y el Festival de "Los Cabos", se vuelve la primera ficción Argentina en estar disponible en Netflix, para más de 190 países.
En el segundo semestre del año incursiona en la dirección, dirigiendo su primer corto "El reflejo" para fashion TV, y protagoniza dos Fashion films más, "Dual" (donde interpreta dos personajes) y "Casa de muñecas". También estrena la película "Contrasangre". 
En 2016, Emilia vuelve al cine con el protagónico de "Dolores", un film de época, coproducción con Brasil. También estrena "El muerto cuenta su historia", film que mezcla género fantástico con un poco de humor negro. Además, hace una participación especial en la obra de teatro "El otro lado de la cama".
En 2017 Emilia viaja a Río de Janeiro, Brasil, para estrenar allí la coproducción "Dolores". También el film "Ojalá vivas tiempos interesantes", donde interpreta a "Laia", tiene su preestreno en el BAFICI, y se estrena comercialmente en agosto. En este mismo año, es nominada a Mejor Actriz en el 12 Months Film Festival de Rumania, por su labor en el film El secreto de Lucía, y en donde comparte terna con actrices de Francia, Reino Unido y España.
Es premiada con una Mención Especial a Mejor Actriz en el Five Continents International Film Festival 2017, de Venezuela, también por el film El secreto de Lucía. Allí Emilia es elegida de entre 10 actrices de varias partes del mundo, como Canadá, India, República Checa, Filipinas, Eslovaquia, EE. UU e Itália.
En noviembre del 2017, es premiada en el South Film and Arts Academy Festival de Chile a "Mejor Actriz", por el film El secreto de Lucía. Además es premiada en Vancouver, Canadá, a "Mejor Actriz" en Vancouver Alternative Cinema Festival, llevado a cabo del 22 al 24 de noviembre, también por El secreto de Lucía.
En marzo de 2018 es premiada a Mejor Actriz en San Antonio Independent Film Festival de Ecuador, por el film El secreto de Lucía. En septiembre de 2018 recibe un nuevo reconocimiento, esta vez en el Festival Internacional de Cine de Autor, "Films Infest", realizado en Palma de Mallorca - España. Allí fue premiada como "Mejor Actriz Internacional", por su interpretación en El secreto de Lucía.
En 2019 es la conductora del programa "Resto del Mundo". Además, es elegida para conducir los Premios Fund TV.
En cines protagoniza "La Sequía", en donde interpreta a una actriz famosa, que tras un desengaño amoroso decide escapar de la ciudad y se dirige al desierto, para encontrarse a sí misma y tomar una decisión sobre su vida. La Sequía además, es el primer film rodado a energía solar.
Durante el año 2020, Emilia continuó siendo la conductora de Resto del mundo, con capítulos adaptados a la situación de pandemia, además de incursionar en nuevos proyectos de cine y televisión, también adaptados a esta nueva situación.
Como actriz fue convocada para realizar la película Esencial, filmada a distancia, en total confinamiento, lo que significó que todos los actores fueran grabados en sus hogares, sin contacto entre ellos. Debido a estas restricciones, el director de la película "WHO", debió confinarse junto a la pareja protagónica durante un mes. El film por su parte tuvo un preestreno en 2021, en el "FicMonterrey", siendo uno de los cinco films escogidos en la categoría "Paisaje Latinoamericano", recibiendo muy buenas críticas.
Junto a su marido, en ese entonces, el actor Naím Sibara, participó del programa de entretenimiento Chef a domicilio, transmitido por Discovery Home & Health, donde celebridades de Argentina, México y Colombia participaron cocinando desde sus propios hogares.  
En 2021 participó de la serie Victoria, Psicóloga Vengadora de Little Bull, transmitida por Amazon Prime Video, grabada íntegramente durante los primeros meses de cuarentena en 2020. Allí Emilia fue parte del tercer episodio "Emili L.".
A fines del 2021, Emilia protagonizó junto a Naím Sibara el film Una sola noche. Rodada en Puerto Iguazú, fue una de las primeras producciones en realizarse luego del primer año de la pandemia.
En 2022 estrenó el film "En la mira", una producción de MAX rodada en Montevideo, Uruguay.

## Cine
| Año  | País                                       | Película                         | Papel        | Director                    | Notas            |
| ---- | ------------------------------------------ | -------------------------------- | ------------ | --------------------------- | ---------------- |
| 2010 | Bandera de Argentina                       | Matar a Videla                   | Lucía        | Nicolás Capelli             | Papel de reparto |
| 2012 | Bandera de Argentina · Bandera de Colombia | Días de vinilo                   | Lila         | Gabriel Nesci               | Coprotagonista   |
| 2014 | Bandera de Argentina                       | El secreto de Lucía              | Lucía        | Becky Garello               | Protagonista     |
| 2015 | Bandera de Argentina                       | Contrasangre                     | Analía       | Nacho Garassino             | Protagonista     |
| 2016 | Bandera de Argentina · Bandera de Brasil   | Dolores                          | Dolores      | Juan Dickinson              | Protagonista     |
| 2016 | Bandera de Argentina                       | El muerto cuenta su historia     | Bea          | Fabián Forte                | Coprotagonista   |
| 2017 | Bandera de Argentina                       | Ojalá vivas tiempos interesantes | Laia         | Santiago Van Dam            | Papel de reparto |
| 2019 | Bandera de Argentina                       | La sequía                        | Fran         | Martín Jáuregui             | Protagonista     |
| 2021 | Bandera de Argentina                       | Esencial                         | Julia        | "Who"                       | Protagonista     |
| 2021 | Bandera de Argentina                       | Una sola noche                   | Lucía        | Luis Hitoshi Díaz           | Protagonista     |
| 2022 | Bandera de Argentina                       | En la mira                       | Ximena Solís | Carlos Gil y Ricardo Hornos | Coprotagonista   |

## Teatro
| Año       | País                 | Obra                               | Personaje    | Rol                | Locación        |
| --------- | -------------------- | ---------------------------------- | ------------ | ------------------ | --------------- |
| 2006      | Bandera de Argentina | Inolvidable: Una historia de humor | Emilia       | Elenco principal   | Teatro Premier  |
| 2007-2008 | Bandera de Argentina | Casi ángeles                       | Cielo Mágico | Protagonista       | Teatro Gran Rex |
| 2009      | Bandera de Argentina | Casi ángeles                       | Paz Bauer    | Protagonista       | Teatro Gran Rex |
| 2015      | Bandera de Argentina | OrguYo                             | Lana         | Protagonista       | G104            |
| 2016      | Bandera de Argentina | El otro lado de la cama            | Paula        | Actuación especial | Apolo           |

## Televisión

### Ficciones
| Año         | País                                                          | Título                        | Personaje                      | Canal              | Rol                                            |
| ----------- | ------------------------------------------------------------- | ----------------------------- | ------------------------------ | ------------------ | ---------------------------------------------- |
| 2003        | Bandera de Argentina                                          | Rebelde Way                   | Celeste                        | Canal 9            | Participación especial (temporada 2)           |
| 2004        | Bandera de Argentina                                          | Los Roldán                    | Magda                          | Canal 9            | Participación especial                         |
| 2004 - 2005 | Bandera de Argentina                                          | No hay 2 sin 3                | Bárbara                        | Canal 9            | Sketch: "Ricos y mocosos"                      |
| 2006        | Bandera de Argentina                                          | Gladiadores de Pompeya        | Lucero                         | Canal 9            | Personaje secundario                           |
| 2007 - 2010 | Bandera de Argentina                                          | Casi ángeles                  | Cielo Mágico                   | Telefe             | Protagonista                                   |
| 2007 - 2010 | Bandera de Argentina                                          | Casi ángeles                  | Paz Bauer                      | Telefe             | Protagonista                                   |
| 2012        | Bandera de Argentina                                          | Los Únicos                    | Mía Horgensen                  | El Trece           | Protagonista (temporada 2)                     |
| 2013        | Bandera de Argentina                                          | Los vecinos en guerra         | Guadalupe "Lupe" Villanueva    | Telefe             | Participación especial                         |
| 2013        | Bandera de Argentina · Bandera de Uruguay · Bandera de Israel | Historias de diván            | Natalia                        | Telefe             | Episodio: "Natalia busca su lugar en el mundo" |
| 2013 - 2014 | Bandera de Argentina                                          | Mis amigos de siempre         | Bárbara Delgado                | El Trece           | Protagonista                                   |
| 2014        | Bandera de Argentina                                          | Viento Sur                    | Sofía Ludueña Cersei Karnstein | América TV         | Episodio: "El Marucho" Episodio: "Viento Rojo" |
| 2015        | Bandera de Argentina                                          | Cromo                         | Valentina                      | TV Pública         | Protagonista                                   |
| 2021        | Bandera de Argentina                                          | Victoria, Psicóloga Vengadora | Emili                          | Amazon Prime Video | Protagonista, Episodio 3: "Emili L."           |

### Programas de televisión
| Año       | País                                                           | Producción                               | Canal                             | Rol                      |
| --------- | -------------------------------------------------------------- | ---------------------------------------- | --------------------------------- | ------------------------ |
| 2005      | Bandera de Argentina                                           | Call TV                                  | Canal 9                           | Conductora               |
| 2005      | Bandera de Argentina                                           | Ayer te vi                               | Canal 9                           | Co- conductora           |
| 2006      | Bandera de Argentina                                           | Bailando por un sueño 2                  | Canal 13                          | Participante (finalista) |
| 2010      | Bandera de Argentina                                           | Re-creo en vos                           | Canal 13                          | Conductora               |
| 2010      | Bandera de Argentina                                           | Bailando por un sueño 2010               | Canal 13                          | Participante             |
| 2013      | Bandera de Ecuador                                             | Reef Classic Pilsen Light Montañita 2013 | TC Televisión                     | Conductora               |
| 2019      | Bandera de Argentina                                           | Premios Fund TV                          | Volver                            | Conductora               |
| 2019-2021 | Bandera de Argentina                                           | Resto del mundo                          | El Trece                          | Conductora               |
| 2020      | Bandera de Argentina · Bandera de México · Bandera de Colombia | Chef a domicilio                         | Discovery Home & Health           | Participante             |
| 2025      | Bandera de Argentina                                           | Verdad Administrada                      | DIRECTV (TV) y DGO Latam (Stream) | Conductora               |

## Videoclips
| Año  | Artista                   | Video                       |
| ---- | ------------------------- | --------------------------- |
| 2024 | Rusherking y Paulo Londra | Que hicimo'                 |
| 2017 | La Fábula Inquieta        | Desasosiego                 |
| 2014 | La Armada Cósmica         | Botón                       |
| 2010 | Gin Tonic                 | La Argentina está barata    |
| 2010 | Minou                     | Renacimiento (en Israel 3D) |
| 2010 | Re.creo en vos            | Re.creo                     |
| 2008 | Casi ángeles              | Señas tuyas                 |
| 2007 | Casi ángeles              | Dos ojos                    |
| 2007 | Casi ángeles              | Casi Ángeles                |
| 2007 | Casi ángeles              | Voy por más                 |
| 2006 | Ricardo Arjona            | Pingüinos en la cama        |
| 2003 | Emmanuel Horvilleur       | Soy tu nena                 |

## Dirección
| Año  | Producción                | Canal    | Rol       |
| ---- | ------------------------- | -------- | --------- |
| 2015 | El reflejo (cortometraje) | El Trece | Directora |

## Discografía

### Bandas sonoras
| Título        | Detalles                                                                        |
| ------------- | ------------------------------------------------------------------------------- |
| Teen Angels 1 | - Publicado: 17 de abril de 2007 - Etiqueta: Sony Music Argentina - Formato: CD |
| Teen Angels 2 | - Publicado: 15 de abril de 2008 - Etiqueta: Sony Music Argentina - Formato: CD |
| Teen Angels 3 | - Publicado: 7 de abril de 2009 - Etiqueta: Sony Music Argentina - Formato: CD  |

### Álbumes en vivo
| Año  | Información                               |
| ---- | ----------------------------------------- |
| 2008 | Casi Ángeles en el Gran Rex               |
| 2009 | Casi Ángeles En Vivo Teatro Gran Rex 2009 |

### Sencillos
| Año  | Título                                    | Álbum                                       |
| ---- | ----------------------------------------- | ------------------------------------------- |
| 2010 | "Re.Creo en vos"                          | Re.Creo en vos (banda sonora del programa)  |
| 2012 | "Desde que no estas conmigo"              | Días de Vinilo (banda sonora)               |
| 2014 | "Dicen que yo"                            | El secreto de Lucía (banda sonora)          |
| 2019 | "Seeing Stars" ft. Maxi Trusso            | Resto del mundo (banda sonora del programa) |
| 2019 | "No he terminado" (con Virginia da Cunha) | Nueva religión                              |

## Premios y nominaciones

### Premios y nominaciones en Argentina
| Año  | Galardón                     | Rubro                          | Programa/Película                  | Resultado |
| ---- | ---------------------------- | ------------------------------ | ---------------------------------- | --------- |
| 2006 | Premios Estrella de Mar      | Revelación                     | Inolvidable, una historia de humor | Nominada  |
| 2008 | Premios Martín Fierro        | Actriz Protagonista de comedia | Casi ángeles                       | Nominada  |
| 2011 | Premios Cóndor de Plata      | Revelación femenina            | Matar a Videla                     | Nominada  |
| 2014 | Kids Choice Awards Argentina | Actriz favorita                | Mis amigos de siempre              | Nominada  |
| 2016 | Premios Nuevas Miradas       | Mejor actriz                   | Cromo                              | Nominada  |

### Premios internacionales
| Año  | País      | Galardón                                    | Rubro                           | Película            | Resultado |
| ---- | --------- | ------------------------------------------- | ------------------------------- | ------------------- | --------- |
| 2017 | Venezuela | Five Continents International Film Festival | Mención Especial - Mejor actriz | El Secreto de Lucía | Ganadora  |
| 2017 | Rumania   | 12 Months Film Festival                     | Mejor actriz                    | El Secreto de Lucía | Nominada  |
| 2017 | Chile     | South Film and Arts Academy Festival        | Mejor actriz                    | El Secreto de Lucía | Ganadora  |
| 2017 | Canadá    | Vancouver Alternative Cinema Festival       | Mejor actriz                    | El Secreto de Lucía | Ganadora  |
| 2018 | Ecuador   | San Antonio Independent Film Festival       | Mejor actriz                    | El Secreto de Lucía | Ganadora  |
| 2018 | España    | Festival Internacional de Cine de Autor     | Mejor Actriz Internacional      | El Secreto de Lucía | Ganadora  |